# 佐久間勝彦
佐久間 勝彦（さくま かつひこ、1944年 - ）は、日本の教育学者である。現在は、学校法人千葉経済学園の理事長であり、同学園に設置されている大学、短期大学部及び高等学校における学長及び校長を兼任している。専門は社会科教育。

## 来歴
千葉県出身。早稲田大学卒、同大学大学院修士課程（教育学専攻）修了。2018年春の叙勲で旭日中綬章を受章。

## 著書
- 『社会科の授業をつくる・社会に目を開く教材の発掘（現代授業論双書）』1985年8月、明治図書出版、ISBN 4184313051
- 『地域教材で社会科授業をつくる（現代授業論双書）』1987年8月、明治図書出版、ISBN 418433301X
- 『教材発掘フィールド・ワーク（授業づくりの本）』1989年10月、日本書籍新社、ISBN 4819902547
- 『社会科なぞとき・ゆざぶり5つの授業・授業の世界を楽しむ(ネットワーク双書）』1992年7月、学事出版、ISBN 4761903406
- 『教師の感性をみがくすてきな実践者たちとの出あい』1996年9月、教育出版、ISBN 4316353403
- 『学級崩壊を超える授業子どもの熱い期待にこたえる』1999年9月、教育出版、ISBN 4316364707
- 『フィールドワークでひろがる総合学習』2003年4月、一茎書房、ISBN 4870741253